# Шерри, Норм
Норман Берт Шерри (англ. Norman Burt Sherry; 16 июля 1931, Нью-Йорк — 8 марта 2021, Сан-Хуан-Капистрано, Калифорния) — американский бейсболист и тренер. Выступал на позиции кэтчера, в Главной лиге бейсбола играл в составах «Лос-Анджелес Доджерс» и «Нью-Йорк Метс». Работал тренером в нескольких клубах, в 1976 и 1977 годах возглавлял «Калифорнию Энджелс».

## Биография
Норман Шерри родился 16 июля 1931 года в Нью-Йорке. Он был вторым из четырёх сыновей в семье Харри Шерри и его супруги Милдред, в девичестве носившей фамилию Уолман. Два из трёх его братьев тоже играли в бейсбол на профессиональном уровнем. Предки Шерри по обеим линиям эмигрировали в США из Российской империи в конце XIX века. В 1930-х годах семья переехала в Калифорнию, где он вырос и окончил школу. После выпуска он получил спортивную стипендию в университете Южной Калифорнии, но почти сразу же подписал профессиональный контракт с «Бруклин Доджерс».

### Игровая карьера
Карьеру Шерри начал в команде C-лиги «Санта-Барбара Доджерс» в 1950 году. Тренерский штаб пробовал его в роли питчера, но большую часть дебютного сезона он провёл на позиции кэтчера. В 1951 году он был запасным в команде «Форт-Уэрт Кэтс», а сезон завершил в составе «Ньюпорт-Ньюс Доджерс». Следующие два года Шерри провёл на военной службе в частях 4-й пехотной дивизии, расквартированной во Франкфурте.
В феврале 1954 года Шерри вернулся в США и возобновил карьеру в составе «Ньюпорт-Ньюс Доджерс». По итогам сезона он стал одним из лидеров команды по числу хитов и хоум-ранов, после чего получил приглашение на сборы с основным составом «Бруклина». Перед стартом чемпионата его вновь направили в «Форт-Уэрт». Два следующих сезона карьеры Шерри получились неполными из-за ряда травм: у него были проблемы с локтем и спиной, после попадания мячом он получил перелом руки. Несмотря на это, он оставался в числе самых перспективных молодых игроков «Доджерс».
В 1958 году, когда в автомобильную аварию попал Рой Кампанелла, Шерри рассматривали как претендента на место стартового кэтчера клуба. Сезон он провёл в составе команды «Спокан Индианс» вместе со своим братом Ларри. Там он отбивал с показателем 31,3 % и был включён в число участников Матча всех звёзд Лиги Тихоокеанского побережья. Весной 1959 года Шерри был включён в основной состав «Доджерс».
Его дебют в Главной лиге бейсбола состоялся 12 апреля 1959 года в выездной игре в Чикаго. Спустя две недели, после восстановления травмированного Джо Пиньятано, Шерри был переведён в «Спокан». Часть сезона ему пришлось пропустить из-за пневмонии, но в сентябре его снова вызвали в «Доджерс». В 1960 году он успешно конкурировал за место в составе с ветераном Джоном Роузборо, по итогам чемпионата показатель отбивания Шерри составил 28,3 %, он выбил восемь хоум-ранов и набрал 19 RBI.
Перспективы Шерри в 1961 году оценивались высоко, но сезон оказался испорчен травмами. В апреле в столкновении с питчером Куртом Симмонсом он травмировал почку, в августе получил перелом ребра. На позиции стартового кэтчера в Доджерс закрепился Роузборо, главный тренер команды Уолтер Олстон заявлял о том, что Шерри как дублёр его полностью устраивает. В 1962 году он играл ещё меньше, снова испытывая проблемы со спиной и травмировав колено. В октябре клуб продал его в «Нью-Йорк Метс».
В сезоне 1963 года Шерри был одним из пяти кэтчеров «Метс». Часть чемпионата он пропустил из-за травмы, по ходу сезона у него была неудачная серия из 29 выходов на биту без хитов. В сентябре он впервые в карьере сыграл в официальном матче против своего брата, эта же игра стала для него последней в лиге. В 1964 году Шерри провёл 100 матчей в составе «Баффало Байзонс» и завершил игровую карьеру.

### Тренер
Через несколько недель после окончания карьеры Шерри был нанят «Доджерс» на место тренера их фарм-команды из Санта-Барбары. Её он возглавлял в течение трёх лет, несколько раз выходя на поле, когда требовалось подменить кого-то из травмированных кэтчеров. Среди игроков, начинавших карьеру под руководством Шерри, был будущий член Зала славы бейсбола Дон Саттон.
Один год он провёл, работая скаутом «Нью-Йорк Янкис» по южной Калифорнии. В 1969 году Шерри получил работу в «Калифорнии Энджелс». Он тренировал фарм-клубы из Айдахо-Фолс, Шривпорта, Эль-Пасо и Солт-Лейк-Сити, входил в тренерский штаб главной команды «Энджелс». Летом 1976 года Шерри сменил на посту главного тренера клуба Дика Уильямса. При нём команда выиграла 63,6 % от 33 матчей и поднялась на четвёртое место в таблице. Развить успех в следующем сезоне ему не удалось, несмотря на приглашение в «Энджелс» ряда звёздных игроков. В июле 1977 года его уволили.
С 1978 по 1981 год он работал тренером третьей базы в «Монреале» в штабе Уильямса, затем последовал за ним в «Сан-Диего Падрес». Три года Шерри тренировал питчеров «Падрес» и был уволен на следующий день после поражения в Мировой серии 1984 года. С 1986 по 1991 год он занимал должность тренера питчеров в «Сан-Франциско Джайентс».
После выхода на пенсию он проживал в Сан-Диего, в 2014 году участвовал в мероприятиях, посвящённых 30-летию выхода «Падрес» в Мировую серию. Норм Шерри скончался 8 марта 2021 года в доме престарелых в Сан-Хуан-Капистрано. Ему было 89 лет.